# 1966 في جمهورية أيرلندا
فيما يلي قوائم الأحداث التي وقعت خلال عام 1966 في جمهورية أيرلندا.

## سياسة

### تعيين في المنصب
- 10 نوفمبر – تشارلز هوهي وزير المالية [الإنجليزية]‏.
- 10 نوفمبر – جاك لينش تاوسيتش، زعيم  فيانا فايل [الإنجليزية]‏.

### انتهاء فترة المنصب
- 10 نوفمبر – تشارلز هوهي وزير الزراعة والغذاء والملاحة [الإنجليزية]‏.
- 10 نوفمبر – جاك لينش وزير المالية [الإنجليزية]‏.

## مواليد

### يونيو
- 30 يونيو – ألن جويس

### يوليو
- 1 يوليو – كولم أوجورمان سياسي أيرلندي.

### أكتوبر
- 6 أكتوبر – نيال كوين لاعب كرة قدم أيرلندي.

## وفيات

### مارس
- 10 مارس – فرانك أوكونور (مواليد 1903) كاتب أيرلندي.

### أغسطس
- 12 أغسطس – مايك مكتيجو (مواليد 1892) ملاكم من الولايات المتحدة الأمريكية.

### نوفمبر
- 23 نوفمبر – شون ت أوكيلي (مواليد 1882) سياسي أيرلندي.